# Magyar Idők
Magyar Idők est un quotidien hongrois fondé en 2015 après le rachat de son prédécesseur Napi Gazdaság par Gábor Liszkai. Il s'agit d'un journal de droite, dont le changement de nom et de ligne éditoriale a principalement été motivé par la volonté de forger un relais médiatique efficace pour le Fidesz de Viktor Orbán[réf. nécessaire]. Magyar Idők concurrence ainsi directement le quotidien conservateur historique Magyar Nemzet, détenu par Lajos Simicska, homme d'affaires hongrois connu comme l'ennemi intime de Viktor Orbán.[réf. nécessaire]